# Ingrid Zimmermann
Ingrid Zimmermann (geboren am 21. Dezember 1959) ist eine ehemalige deutsche Fußballspielerin auf der Position im Mittelfeld. Sie war von 1984 bis 1986 Mitglied der deutschen Fußballnationalmannschaft.

## Sportliche Karriere

### Vereine
Sie begann beim FSV Frankfurt mit dem Fußballspielen und war dort von 1983 bis 1987 aktiv. Die Mittelfeldspielerin wechselte dann zur SpVgg Langenselbold, ehe sie sich 1990 dem neuen Erstligisten SG Praunheim anschloss. Nach ihrer aktiven Fußballkarriere war sie Trainerin der 2. Frauenmannschaft des FFC Frankfurt.

### Nationalmannschaft
Zimmermann bestritt elf Spiele für die deutsche Frauen-Nationalmannschaft. Ihr erstes Spiel absolvierte sie am 2. Mai 1984 gegen Norwegen, das die deutsche Nationalmannschaft 1:4 verlor. Ihr letztes Spiel bestritt sie am 30. Juli 1986 gegen Island, das die deutsche Nationalmannschaft 5:0 gewann.

### Erfolge
- 1984: Endspiel um die Deutsche Meisterschaft gegen SSG 09 Bergisch Gladbach (1:3 verloren)
- 1985: Gewinn des DFB-Pokals mit FSV Frankfurt (1:1 n. V., 4:3 i. E. gegen den KBC Duisburg)
- 1986: Deutscher Meister mit dem FSV Frankfurt (5:0 im Endspiel gegen die SSG 09 Bergisch Gladbach)
- 1987: Endspiel um die Deutsche Meisterschaft gegen TSV Siegen (1:2 verloren)